# نیروگاه تلمبه ذخیره‌ای جی‌شی
نیروگاه تلمبه ذخیره‌ای جی‌شی (به لاتین: Jixi Pumped Storage Power Station) یک نیروگاه تلمبه ذخیره‌ای در چین است که در شهرستان جیشی واقع شده‌است.